# Hétérotrophie

Cycle de transfert de matière organique entre organismes autotrophes et hétérotrophes.

L'hétérotrophie est le mode de nutrition des organismes vivants qui se nourrissent de matière organique (exemple: amidon) préexistante. L'hétérotrophie s'oppose à l'autotrophie. Les organismes autotrophes fabriquent la matière organique qui les constitue à partir de matière minérale. Certains organismes se nourrissent à la fois par autotrophie et par hétérotrophie. Ces organismes sont dits mixotrophes. La plupart des animaux (également les humains) sont ainsi hétérotrophes, tandis que la plupart des plantes sont autotrophes.
Le mot hétérotrophie est une construction scientifique moderne à partir du grec ancien : ἕτερος / héteros, « autre, différent » et τροφή / trophḗ, « nourriture ». Les hétérotrophes se procurent leur matière organique en la prélevant sur d'autres organismes, vivants (cas des parasites et des commensaux) ou morts (prédateurs, nécrophages), ou encore sur les restes d'autres êtres vivants (saprophytes : feuilles mortes, anciens téguments éliminés, excréments...).
On distingue deux types d'organismes hétérotrophes, selon le mécanisme d'absorption au niveau cellulaire :
- les phagotrophes qui absorbent les particules alimentaires via des vésicules d'endocytose (phagocytose) et qui sont exclusivement des eucaryotes (exemple : les mammifères) ;
- les osmotrophes, qui absorbent les nutriments sous forme soluble via des transporteurs et qui sont indifféremment des procaryotes ou des eucaryotes.

Les hétérotrophes utilisent en général les constituants organiques non seulement comme source de carbone, mais aussi comme source d'énergie, avec l'oxygène de l'air comme oxydant : ils respirent. Cependant, ils peuvent également vivre en milieu sans oxygène et faire de la fermentation.
L'existence même des hétérotrophes, qualifiés de « producteurs secondaires », dépend de celle des autotrophes, qualifiés de « producteurs primaires » car ceux-ci sont la base de la chaîne alimentaire.
Les champignons, par exemple, dépourvus de plastes et de chlorophylle, sont hétérotrophes pour le carbone.